# 青騎士 (漫画誌)
『青騎士』（あおきし）は、KADOKAWA（エンターブレインブランド）が発行する日本の隔月刊漫画誌。2021年4月20日刊行開始。平綴じB5変形判。
ハルタ編集部（旧エンターブレイン）・あすか編集部（旧角川書店）・電撃マオウ編集部（旧アスキー・メディアワークス）・キトラ編集部（旧中経出版）という、いずれもKADOKAWA社内に属しながらルーツの企業が異なる4つの漫画編集部から漫画編集者が有志で集まり制作されている（キトラ編集部は第3号より参加）。本稿ではコンセプトや編集手法を引き継ぐ元となった同名の小冊子についても解説する。
誌名の由来は、20世紀初頭のドイツに実在した芸術家サークルの名称並びに同サークルによって出版された年刊誌『青騎士』より。「既存の価値観を乗り越えようとする先駆的な出版活動」という意味を込めているという。

## 概要

### 刊行にあたって
2018年4月から2019年2月にかけて、小冊子『青騎士』が『ハルタ』（KADOKAWA）と『月刊Asuka』（KADOKAWA）に隔月ペースで全6号付属した。これは既存の対象読者に限定せず様々な読者に様々な漫画を届けたいという思いから、青年漫画誌である『ハルタ』『電撃マオウ』（KADOKAWA）と少女漫画誌である『月刊Asuka』の編集者が合同で実施した企画であった。なおこの企画の発端は出版社買収を繰り返しながらも拠点が散在していたKADOKAWAの各編集部が、2010年代後半に拠点統合したことに伴って物理的距離が近くなったことであったという。
本誌は2018年に発行した小冊子とは掲載作品に直接繋がりはないものの、そのコンセプトと編集手法を引き継いだ上で独立した漫画誌『青騎士』として2021年4月に刊行を開始する。これにより、例としてインターネット上におけるレコメンド機能や既存の漫画雑誌における同一ジャンルを掲載する手法などによる読者の購読ジャンル固定を乗り越え、また漫画編集者や漫画家も特定の編集部で特定の人物とばかり漫画制作をあえてしないことで、読者・漫画編集者・漫画家にとって今まで無かった作品の創造をしていくとのこと。また本誌刊行開始前の『ハルタ』は執筆作家が多くなり全員掲載しきれない状態に陥っていたこともあり、『ハルタ』のライバル的漫画誌を作ろうという意図もあったという。
なお刊行開始におけるそもそものきっかけとして、ハルタ編集部内の出来事が語られている。ハルタ編集部初代編集長であった大場渉は2017年4月にあすか編集部と所属を掛け持つことになり編集長を退いたが、後輩の漫画制作に口を出してしまうことなどがあった。しかしこのままだと後輩編集者が潰れてしまうため、編集部員から"親殺し"として編集部を離れるように促された。この出来事が、本誌の刊行に繋がっていくことになる。

### 歴代編集長
初代編集長はハルタ編集部にて初代編集長を務め、現在あすか・青騎士編集部の責任者を務める大場渉。ただ大場は、編集長が全てを決めるのではなく各編集者それぞれに決めて欲しいと語っている。
1. 大場渉：2021年4月 - 現職

### 発行形態
形態としては漫画雑誌であるものの流通上は雑誌ではなくコミック扱いであり、書籍扱いの〈青騎士コミックス〉レーベルより発行されている。そのため、バックナンバーの購入も通常の雑誌と比べ容易である。なお表紙・背表紙における号数の表記は「Nr.○」だが、奥付やKADOKAWAの商品情報ウェブページでは「第○号」と表記されている。
電子書籍版も同時発売される。
第1号と第4号以外は掲載作品が多く1冊に収まりきらなかったことにより、AとBの2冊に分けて出版されている。
2025年4月発売号より新体制となった上でリニューアル予定。

## 特徴

### 掲載内容
青年向け漫画作品の掲載を編集方針としている。ただし前述の通り、4つの漫画編集部から有志の漫画編集者が集まって編集していることから、ジャンルに囚われない様々な作品が連載・読み切り問わず掲載されていることが大きな特徴。既存の漫画雑誌等に飽きを感じてしまい、新しい刺激を求める読者に向けた作品が展開される。
また目次と奥付以外は全て漫画やイラストで構成されており、次号予告ページや読者ページも存在しないという漫画特化の挑戦的な誌面構成になっている。なおアンケート葉書も存在しないが、掲載作品の感想はPeing-質問箱-を用いて募集されている。

### 装丁
表紙の箔押しを始めとして、雁垂れ装による製本や一般的な漫画雑誌の判型であるB5判より一回り小さいサイズのB5変形判の採用、紙質も漫画雑誌に使用するものより質の良い漫画単行本に用いる紙（フロンティタフW）を使用するなど、他の漫画雑誌とは一線を画している。この内判型についてはフランスの書籍を参考にしてB5判の漫画雑誌よりも小さい分読みやすく、尚且つ大きく絵や線を楽しめるサイズを模索したという。この版型と紙質のこだわりは、青騎士コミックスから出版されるワイド版単行本においても用いられている。
雁垂れ装は創刊号のみだが第2号では見返しを採用するなど、以降も各号ごとに様々なデザイナーが入れ替わりで関わることにより、多様な装丁をしていくとのこと。

## 掲載作品
- 2025年2月現在。

### 連載作品
- 連載中の作品については太字で表記。なお、連載中の作品のみの一覧はテンプレートを参照。
- デフォルトでの表示順は連載開始順。開始号の同じ物に付いては掲載順とした。

|  | 連載中 |

|    | 作品名                                 | 作者                    | 開始号 | 終了号 | 注記 |
| -- | -------------------------------------- | ----------------------- | ------ | ------ | --- |
| 01 | 夜な夜な夜な                           | 柴田康平                | Nr.1   | Nr.17A | |
| 02 | ハンバーガーちゃんのまんが道。         | ハンバーガー            | Nr.1   | Nr.24A | |
| 03 | クロシオカレント                       | こかむも                | Nr.1   | Nr.21B | Nr.1は第0話を掲載。 Nr.3付属小冊子『青騎士バニー』に番外編掲載。 |
| 04 | ムシ・コミュニケーター                 | ムネヘロ                | Nr.1   | Nr.13A | |
| 05 | ディジーレコード0014                   | 伊田チヨ子              | Nr.1   | 連載中 | Nr.11Aの掲載を最後に告知無く1年以上掲載なし。 |
| 06 | シャーリー・メディスン                 | 森薫                    | Nr.1   | Nr.13B | ←『ハルタ』より移籍。不定期連載。 |
| 07 | 波間の子どもたち                       | 有海とよこ              | Nr.1   | Nr.8A  | Nr.1は第0話を掲載。 |
| 08 | 宝石商のヒストリティカ                 | 佐々木つかさ            | Nr.1   | Nr.16B | Nr.5B掲載分まではシリーズ連載扱い（毎号、作品タイトルが異なっていた）。 Nr.6B掲載分まではまとり名義で発表。                                                                     |
| 09 | 音盤紀行                               | 毛塚了一郎              | Nr.1   | 連載中 | |
| 10 | 北北西に曇と往け                       | 入江亜季                | Nr.1   | Nr.23B | ←『ハルタ』より移籍。移籍先未発表。 |
| 11 | 紅椿妃                                 | 高橋拡那                | Nr.1   | Nr.19B | ←『ハルタ』より移籍。Nr.4までのタイトルは「紅椿」。 |
| 12 | おんニャの一生                         | 御茶漬海苔              | Nr.1   | 連載中 | 不定期連載。 |
| 13 | 凍犬しらこ                             | 安原萌                  | Nr.1   | Nr.18A | Nr.6A掲載分まではハラヤス名義で発表。 |
| 14 | ホテル・ライラック                     | 智田直                  | Nr.1   | Nr.8A  | |
| 15 | あべこべの国のアリス                   | 渡邉嘘海                | Nr.1   | 連載中 | Nr.1は序章を掲載。 Nr.5Aの掲載を最後に告知無く1年以上掲載なし。 |
| 16 | 鋼鐵の薔薇                             | 久慈光久                | Nr.2A  | 連載中 | Nr.13Aの掲載を最後に告知無く1年以上掲載なし。 |
| 17 | 乙嫁語り                               | 森薫                    | Nr.2B  | Nr.22B | ←『ハルタ』より移籍。移籍先未発表。 |
| 18 | ヤギと羊の王冠                         | 中村哲也                | Nr.2B  | Nr.8B  | ←『ハルタ』より移籍。 |
| 19 | おのれ人間ども                         | 八十八良                | Nr.3A  | Nr.19A | 『青騎士』Nr.2Aに掲載された読み切りの連載化。 Nr.2A,3A掲載分のタイトルは「ムジナは赤子にかなわない」。                                                                          |
| 20 | 龍行旅                                 | AKRU                    | Nr.3B  | 連載中 | シリーズ連載（毎号、作品タイトルが異なる）。 台湾の漫画を日本語訳して掲載。 Nr.8Bの掲載を最後に公式な告知無く1年以上掲載なし。                                                  |
| 21 | おでかけ子ザメ                         | ペンギンボックス        | Nr.4   | 連載中 | |
| 22 | 煉獄のドラコ                           | 器械                    | Nr.4   | 連載中 | Nr.9Aの掲載を最後に公式な告知無く1年以上掲載なし。 |
| 23 | お姉さまと巨人〜お嬢さまが異世界転生〜 | Be-con                  | Nr.4   | 連載中 | |
| 24 | つらねこ                               | 熊倉隆敏                | Nr.5A  | 連載中 | |
| 25 | メガロザリア                           | みやまるん              | Nr.5A  | 連載中 | |
| 26 | ピッコリーナ                           | 大槻一翔                | Nr.5A  | 連載中 | Nr.3付属小冊子『青騎士バニー』に掲載された読み切り「ミルフィオリ・バニー」を第1話として連載化。 Nr.8付属小冊子『青騎士バニー2』とNr.14付属小冊子『青騎士バニー3』に番外編掲載。 |
| 27 | ダブルロード                           | 加藤勇気                | Nr.5B  | Nr.16B | Nr.5B掲載分のみゆーき名義で発表。 |
| 28 | 競煙の機械箒                           | ヤスヒロ                | Nr.5B  | Nr.23B | |
| 29 | 悪魔はゆりかごを唄う                   | うめーち                | Nr.6B  | 連載中 | |
| 30 | ヴィトロ・アニマ                       | 郷本                    | Nr.7B  | Nr.23B | |
| 31 | ホテル・ローレルの渡り鳥たち           | 赤河左岸                | Nr.7B  | Nr.20B | |
| 32 | 夜さんの愛しの晩餐                     | 緒崎カホ                | Nr.8A  | Nr.14A | |
| 33 | 針と羊の舟                             | 幌琴似                  | Nr.8A  | Nr.20A | |
| 34 | エレナの炬火                           | 小板玲音                | Nr.8B  | 連載中 | |
| 35 | 英国浪漫戯画フォレストアイビー         | 甘酒縞                  | Nr.8B  | 連載中 | |
| 36 | 鎮護庁祓竜局誓約課                     | 鵜山はじめ              | Nr.9A  | 連載中 | |
| 37 | コロッケと栞                           | 高橋祥志                | Nr.9B  | Nr.15B | |
| 38 | とうめいな肖像                         | 赤崎りな                | Nr.10B | Nr.14B | |
| 39 | デビルズキャンディ                     | 原作：Bikkuri 作画：Rem | Nr.10B | 連載中 | アメリカのウェブコミックを日本語訳して掲載。 |
| 40 | ギミーアグリー                         | 江ノ内愛                | Nr.11A | Nr.24A | |
| 41 | レダの魔術師                           | 天津ゆかり              | Nr.11A | 連載中 | |
| 42 | 転がる星屑ども                         | 有海とよこ              | Nr.12A | 連載中 | |
| 43 | ハテンの水槽                           | 柴田康平                | Nr.12A | 連載中 | Nr.12Aの掲載を最後に告知無く1年以上掲載なし。 |
| 44 | 窓辺のリノア                           | 萩埜まこと              | Nr.15A | 連載中 | |
| 45 | 煙の向こうに声が聞こえる               | 岸本七子                | Nr.17B | 連載中 | |
| 46 | 屍介護                                 | 三卜和貴                | Nr.17B | 連載中 | 同名小説（原作：三浦晴海 キャラクター原案：香魚子）のコミカライズ。 |
| 47 | ストーンフラワー                       | 鈴木りつ                | Nr.18A | 連載中 | |
| 48 | 3itches 三魔女                         | KIU                     | Nr.19A | Nr.23B | 「第一部 おわり」扱い。 |
| 49 | 寝る寝るネルネ                         | ののもとむむむ          | Nr.19A | 連載中 | |
| 50 | ぐがぐもぐるてん                       | 夏秋冬鈴                | Nr.21A | 連載中 | |

### ウェブサイトにて連載
- 連載中の作品については太字で表記。
- デフォルトでの表示順は連載開始順。

|  | 連載中 |

|    | 作品名                         | 作者         | 掲載サイト   | 開始日        | 終了日        | 注記           |
| -- | ------------------------------ | ------------ | ------------ | ------------- | ------------- | -------------- |
| 01 | 読もう! 青騎士!!               | ハンバーガー | 青騎士｜note | 2021年3月20日 | 2025年2月25日 | 毎月20日頃更新 |
| 02 | 「夜な夜な夜な」創作noteマンガ | 柴田康平     | 青騎士｜note | 2021年5月7日  | 2022年6月3日  | 不定期更新     |
| 03 | ムシ・コミュニケーター WEB版   | ムネヘロ     | 青騎士｜note | 2021年7月4日  | 2022年5月31日 | 奇数月末頃更新 |

### 主な読み切り
- 最新号（Nr.24）に掲載されている作品は太字で表記する。

#### 前後編読み切り
1. レシートキョンシー（戸塚こだま） - Nr.1、Nr.2B。
2. トキの旅（入江亜季） - Nr.5B、Nr.6B。
3. 偶使 -人形遣い-（AKRU） - Nr.9B、Nr.10B。

#### シリーズ読み切り
1. レキヨミ（柴田康平） - Nr.2A、Nr.2B、Nr.10A。『ハルタ』より移籍。
2. 女子高生としゃべる猫神さま(仮)（加藤勇気） - Nr.2A[注 6]、Nr.14付属小冊子[注 7]
3. マミー・テイラー（むた釉貴） - Nr.8A、Nr.14A
4. キミの才能はCoelho fofo（有海とよこ） - Nr.8付属小冊子、Nr.10A[注 8]。
5. グルタ島日記（だいらくまさひこ） - Nr.10A。『ハルタ』より移籍。
6. Battle Scar（蔵本千夜） - Nr.18A、Nr.20A
7. オーブリー（安原萌） - Nr.22B、Nr.24B

#### その他
1. 篠崎くんのメンテ事情（鰤尾みちる） - Nr.1。『pixivシルフ』（KADOKAWA）からの出張読み切り。
2. 悪魔学者サラ＝コルネリウスの大辞典（藤也卓巳） - Nr.3A。『ASUKA』からの出張読み切り。
3. 恋と終末のグリムリーパー（緒崎カホ） - Nr.3A。『ASUKA』からの出張読み切り。
4. 不死身の国（アボガド6） - Nr.3B。
5. ぼくらのペットフレンズ（人生負組） - Nr.3B。『ComicWalker』（KADOKAWA）連載作品。
6. その想いは、ね…（鈴ヶ森ちか） - Nr.4。
7. 怪物少女図鑑（朱子すず） - Nr.5A。『ASUKA』からの出張読み切り。
8. ハデスさまの無慈悲な婚姻（上地優歩） - Nr.6A。『ASUKA』からの出張読み切り。
9. グラマラス民話シリーズ（高橋拡那） - Nr.9B。『グラマラスフェローズ』掲載の読み切り2作品を再録した上でシリーズ化。

### イラスト連載
1. むすびめ（長田結花） - Nr.3AからNr.24Bにかけて連載。
2. ユメオティカ（星野翼） - Nr.7AからNr.17Aにかけて連載。
3. 碧きしん（阿比留隆彦） - Nr.19Aより連載中。

## 書誌情報
KADOKAWA〈青騎士コミックス〉より刊行。
| 誌名   | 号数   | 初版発行日（発売日）                   | ISBN                   | 表紙                   |
| ------ | ------ | -------------------------------------- | ---------------------- | ---------------------- |
| 青騎士 | Nr.1   | 2021年4月20日初版初刷発行（同日発売）  | ISBN 978-4-04-736579-7 | 森薫（原案：久慈光久） |
| 青騎士 | Nr.2A  | 2021年6月18日初版初刷発行（同日発売）  | ISBN 978-4-04-736580-3 | こかむも               |
| 青騎士 | Nr.2B  | 2021年6月18日初版初刷発行（同日発売）  | ISBN 978-4-04-736697-8 | こかむも               |
| 青騎士 | Nr.3A  | 2021年8月20日初版初刷発行（同日発売）  | ISBN 978-4-04-736581-0 | 有海とよこ             |
| 青騎士 | Nr.3B  | 2021年8月20日初版初刷発行（同日発売）  | ISBN 978-4-04-736812-5 | まとり                 |
| 青騎士 | Nr.4   | 2021年10月20日初版初刷発行（同日発売） | ISBN 978-4-04-736825-5 | 入江亜季               |
| 青騎士 | Nr.5A  | 2021年12月20日初版初刷発行（同日発売） | ISBN 978-4-04-736827-9 | 柴田康平               |
| 青騎士 | Nr.5B  | 2021年12月20日初版初刷発行（同日発売） | ISBN 978-4-04-736828-6 | 毛塚了一郎             |
| 青騎士 | Nr.6A  | 2022年2月19日初版初刷発行（同日発売）  | ISBN 978-4-04-736829-3 | ハンバーガー           |
| 青騎士 | Nr.6B  | 2022年2月19日初版初刷発行（同日発売）  | ISBN 978-4-04-736830-9 | ハンバーガー           |
| 青騎士 | Nr.7A  | 2022年4月20日初版初刷発行（同日発売）  | ISBN 978-4-04-737019-7 | 大槻一翔               |
| 青騎士 | Nr.7B  | 2022年4月20日初版初刷発行（同日発売）  | ISBN 978-4-04-737020-3 | 高橋拡那               |
| 青騎士 | Nr.8A  | 2022年6月20日初版初刷発行（同日発売）  | ISBN 978-4-04-737021-0 | 八十八良               |
| 青騎士 | Nr.8B  | 2022年6月20日初版初刷発行（同日発売）  | ISBN 978-4-04-737022-7 | 加藤勇気               |
| 青騎士 | Nr.9A  | 2022年8月20日初版初刷発行（同日発売）  | ISBN 978-4-04-737023-4 | 柴田康平               |
| 青騎士 | Nr.9B  | 2022年8月20日初版初刷発行（同日発売）  | ISBN 978-4-04-737024-1 | 毛塚了一郎             |
| 青騎士 | Nr.10A | 2022年10月20日初版初刷発行（同日発売） | ISBN 978-4-04-737025-8 | 安原萌                 |
| 青騎士 | Nr.10B | 2022年10月20日初版初刷発行（同日発売） | ISBN 978-4-04-737026-5 | 赤河左岸               |
| 青騎士 | Nr.11A | 2022年12月20日初版初刷発行（同日発売） | ISBN 978-4-04-737027-2 | Be-con                 |
| 青騎士 | Nr.11B | 2022年12月20日初版初刷発行（同日発売） | ISBN 978-4-04-737028-9 | Be-con                 |
| 青騎士 | Nr.12A | 2023年2月20日初版初刷発行（同日発売）  | ISBN 978-4-04-737029-6 | みやまるん             |
| 青騎士 | Nr.12B | 2023年2月20日初版初刷発行（同日発売）  | ISBN 978-4-04-737030-2 | ペンギンボックス       |
| 青騎士 | Nr.13A | 2023年4月20日初版初刷発行（同日発売）  | ISBN 978-4-04-737501-7 | 星野翼                 |
| 青騎士 | Nr.13B | 2023年4月20日初版初刷発行（同日発売）  | ISBN 978-4-04-737502-4 | 長田結花               |
| 青騎士 | Nr.14A | 2023年6月20日初版初刷発行（同日発売）  | ISBN 978-4-04-737503-1 | Be-con                 |
| 青騎士 | Nr.14B | 2023年6月20日初版初刷発行（同日発売）  | ISBN 978-4-04-737504-8 | Rem / Bikkuri          |
| 青騎士 | Nr.15A | 2023年8月19日初版初刷発行（同日発売）  | ISBN 978-4-04-737505-5 | 有海とよこ             |
| 青騎士 | Nr.15B | 2023年8月19日初版初刷発行（同日発売）  | ISBN 978-4-04-737506-2 | 佐々木つかさ           |
| 青騎士 | Nr.16A | 2023年10月20日初版初刷発行（同日発売） | ISBN 978-4-04-737507-9 | 江ノ内愛               |
| 青騎士 | Nr.16B | 2023年10月20日初版初刷発行（同日発売） | ISBN 978-4-04-737508-6 | 天津ゆかり             |
| 青騎士 | Nr.17A | 2023年12月20日初版初刷発行（同日発売） | ISBN 978-4-04-737509-3 | こかむも               |
| 青騎士 | Nr.17B | 2023年12月20日初版初刷発行（同日発売） | ISBN 978-4-04-737510-9 | こかむも               |
| 青騎士 | Nr.18A | 2024年2月20日初版初刷発行（同日発売）  | ISBN 978-4-04-737511-6 | 萩埜まこと             |
| 青騎士 | Nr.18B | 2024年2月20日初版初刷発行（同日発売）  | ISBN 978-4-04-737512-3 | Rem / Bikkuri          |
| 青騎士 | Nr.19A | 2024年4月19日初版初刷発行（同日発売）  | ISBN 978-4-04-737915-2 | KIU                    |
| 青騎士 | Nr.19B | 2024年4月19日初版初刷発行（同日発売）  | ISBN 978-4-04-737916-9 | ヤスヒロ               |
| 青騎士 | Nr.20A | 2024年6月20日初版初刷発行（同日発売）  | ISBN 978-4-04-737917-6 | 幌琴似                 |
| 青騎士 | Nr.20B | 2024年6月20日初版初刷発行（同日発売）  | ISBN 978-4-04-737918-3 | Be-con                 |
| 青騎士 | Nr.21A | 2024年8月20日初版初刷発行（同日発売）  | ISBN 978-4-04-737919-0 | 熊倉隆敏               |
| 青騎士 | Nr.21B | 2024年8月20日初版初刷発行（同日発売）  | ISBN 978-4-04-737920-6 | 大槻一翔               |
| 青騎士 | Nr.22A | 2024年10月19日初版初刷発行（同日発売） | ISBN 978-4-04-737921-3 | 岸本七子               |
| 青騎士 | Nr.22B | 2024年10月19日初版初刷発行（同日発売） | ISBN 978-4-04-737922-0 | 甘酒縞                 |
| 青騎士 | Nr.23A | 2024年12月20日初版初刷発行（同日発売） | ISBN 978-4-04-737923-7 | 江ノ内愛               |
| 青騎士 | Nr.23B | 2024年12月20日初版初刷発行（同日発売） | ISBN 978-4-04-737924-4 | 鈴木りつ               |
| 青騎士 | Nr.24A | 2025年2月20日初版初刷発行（同日発売）  | ISBN 978-4-04-737925-1 | Nr.24A掲載全作家       |
| 青騎士 | Nr.24B | 2025年2月20日初版初刷発行（同日発売）  | ISBN 978-4-04-737926-8 | Nr.24B掲載全作家       |

## 主な付属小冊子
一部書店にて本誌を購入すると付属する小冊子。電子書籍版には付属しない。
青騎士バニー
『青騎士』Nr.3A・Nr.3Bに付属。バニーガールを題材とした描き下ろし漫画・イラストを収録している。判型はA5判。表紙：森薫
掲載陣：ハンバーガー（イラスト）、森薫、大槻一翔、毛塚了一郎、長谷川未来、こかむも、柴田康平、高橋拡那、中村哲也
電撃マオウ Encounter with the [Der Blaue Reiter]
『青騎士』Nr.4に付属。『電撃マオウ』連載作品の描き下ろし（一部再録）番外編漫画を収録している。判型はB6判。表紙：石坂ケンタ
掲載陣：石坂ケンタ「ざつ旅-That's Journey-」、苗川采「私を喰べたい、ひとでなし」、五十嵐正邦「まったく最近の探偵ときたら」、うがつまつき「恋する狼とミルフィーユ」、浦上ユウ「影繰姫譚」、アズマサワヨシ「愚かな天使は悪魔と踊る」、長谷見沙貴&ワイズスピーク「GT-giRl」、廣瀬アユム「押して駄目なら押してみろ!」、浅月のりと「ぜんぶきみの性」、すのはら風香「キョーダイシャッフル」、緑山のぶひろ「罠ガール」（再録）、いみぎむる「この美術部には問題がある!」（再録）、さいとー栄「終末ツーリング」（再録）、大川ぶくぶ「ハイパーウルトラガーリッシュ」
青騎士バニー2
『青騎士』Nr.8A・Nr.8Bに付属。バニーガールを題材とした描き下ろし漫画・イラストを収録している。判型はA5判。表紙：ハンバーガー
掲載陣：こかむも（イラスト）、森薫、Be-con、佐々木つかさ、ムネヘロ、七尾朋、春夏秋冬鈴（イラスト）、熊倉隆敏（イラスト）、毛塚了一郎（イラスト）、小坂玲音（イラスト）、有海とよこ、岸田彩、柴田康平、みやまるん、安原萌、大槻一翔、猿駕アキ、星野翼（イラスト）
青騎士バニー3
『青騎士』Nr.14A・Nr.14Bに付属。バニーガールを題材とした描き下ろし漫画・イラストを収録している。判型はA5判。表紙：大槻一翔
掲載陣：鈴木りつ、加藤勇気、高橋拡那、ムネヘロ、Be-con（イラスト）、ハンバーガー（イラスト）、みやまるん（イラスト）、高橋祥志（イラスト）、大槻一翔、クサダ、こかむも（イラスト）、森薫

## 青騎士カタローク
『青騎士』連載作品を作者自身が描き下ろし漫画やイラストで紹介する小冊子。当初は『電撃マオウ』2021年12月号の付録であったが、『青騎士』Nr.6の発売に合わせて掲載作家を増やした改定版が一部書店にて無料配布された。版型はB5変形判。なお改定版掲載陣において★を付与した作家は、付録版とは収録作品が異なっている。
今後も定期的に増補・改定していく予定。
付録版掲載陣：毛塚了一郎、こかむも、森薫、ハンバーガー、柴田康平、久慈光久、八十八良、中村哲也、高橋拡那、大槻一翔、入江亜季、有海とよこ、まとり、ペンギンボックス、ムネヘロ、Be-con、伊田チヨ子、ハラヤス、渡邉嘘海、智田直、長谷川未来、AKRU、みやまるん、長田結花
改定版掲載陣：毛塚了一郎、こかむも、柴田康平、ハンバーガー、森薫、大槻一翔、鈴木りつ、入江亜季、有海とよこ、佐々木つかさ（まとり）★、山崎ハルタ、うめーち、伊田チヨ子、熊倉隆敏、器械、小板玲音、ムネヘロ、ヤスヒロ、Be-con、加藤勇気、久慈光久、八十八良、高橋拡那、中村哲也、ペンギンボックス★、はやさかめばゑ、みやまるん★、あべまりな、智田直、ハラヤス、AKRU、長谷川未来★、長田結花

## 関連書籍
若葉の狂詩曲（ラプソディ）
KADOKAWA 〈青騎士コミックス〉 2022年3月19日初版初刷発行（同日発売） ISBN 978-4-04-736962-7、B5変形判・カバーあり
『青騎士』『ASUKA』『青騎士バニー』に掲載された一部の読み切りを収録したアンソロジーコミック。庄野晶による表紙や幕間ページのイラストは描き下ろしである。
掲載陣：庄野晶、甘酒縞、森薫、つきづきよし、天倉ふゆ、長乃あきら、郷本
花と円舞曲（ワルツ）
KADOKAWA 〈青騎士コミックス〉 2022年3月19日初版初刷発行（同日発売） ISBN 978-4-04-736963-4、B5変形判・カバーあり
『青騎士』『ASUKA』『ハルタ』に掲載された一部の読み切りを収録したアンソロジーコミック。有海とよこによる表紙や幕間ページのイラストは描き下ろしである。
掲載陣：有海とよこ、葵はづき、赤河左岸、長乃あきら、森薫、庄野晶

## 青騎士コミックス
『青騎士』に掲載された作品を中心に収録するKADOKAWAの漫画レーベル。『青騎士』自体も本レーベルより発行される。掲載作品の単行本は当初2021年6月20日より刊行開始予定だったが、「乙嫁語り」ワイド版の刊行が遅れたことによって7月20日より刊行を開始した。
本レーベルでは読者に対して「なるべく漫画家が描いた原稿サイズと近い大きさで楽しんでもらいたい」という思いから、一般的な青年コミックの判型であるB6判以外にB5変形判（青騎士判と自称する『青騎士』と同サイズの判型）のワイド版も出版している。紙質に関しても、ワイド版はB6判と比べて白色度が高いことから原稿の再現度が高いという。#装丁も参照。
なお単行本奥付には、作品を担当した編集者の所属編集部名が記載される。

## 漫画賞

### 紙とインク漫画賞
あすか・青騎士編集部が主催する漫画賞。
アナログ原稿（紙に描かれた漫画原稿）のみが応募可能であり、オリジナルの未発表作品であれば作家のキャリアや作品ジャンルは問わない。第1回は2023年5月21日に告知された。

## 主なフェア
青騎士&ASUKAフェア第1弾≪見つけて、最高の一冊!≫
2024年4月下旬より一部書店にて対象の青騎士コミックスを購入することで、各作者の描き下ろし6ページ漫画を収録した小冊子が付属するフェアが開催。
収録される『青騎士』掲載作品の描き下ろし漫画は下記を参照。
メガロザリア（みやまるん）、ピッコリーナ（大槻一翔）、ギミーアグリー（江ノ内愛）、レダの魔術師（天津ゆかり）、エレナの炬火（小板玲音）
青騎士&ASUKAフェア第2弾≪見つけて、最高の一冊!≫
2024年6月上旬より一部書店にて対象の青騎士コミックスを購入することで、各作者の描き下ろし6ページ漫画を収録した小冊子が付属するフェアが開催。
収録される『青騎士』掲載作品の描き下ろし漫画は下記を参照。
音盤紀行（毛塚了一郎）

## 青騎士 (小冊子)
2018年4月から2019年2月にかけて『ハルタ』と『月刊Asuka』に隔月ペースで全6号が付属した小冊子。前述の通り独立誌版のプロトタイプであるが、掲載作品に連続性はない。#刊行にあたっても参照。
なお『ハルタ』と『月刊Asuka』では小冊子内の掲載内容は同一だが、表紙の一部と版型が異なっている（『ハルタ』：A5判、『月刊Asuka』：B6変形）。

### 連載作品 (小冊子)
|    | 作品名                   | 作者        | 開始号 | 終了号 | 注記                                                                                    |
| -- | ------------------------ | ----------- | ------ | ------ | --------------------------------------------------------------------------------------- |
| 01 | 変身少女A                | 朔坂みん    | 第1号  | 第6号  | 複数話掲載。『ヤングキングアワーズ』（少年画報社）2015年10月号 - 2016年4月号連載。      |
| 02 | 銀鳩テアトル             | 都森れん    | 第1号  | 第6号  |                                                                                         |
| 03 | 美少年倶楽部の秘密       | かまぼこRED | 第1号  | 第6号  | 複数話掲載。→『ハルタ』へ移籍。                                                         |
| 04 | 地獄博士とネコ           | 御茶漬海苔  | 第1号  | 第5号  | 複数話掲載。『comicスピカ』（発行：幻冬舎コミックス / 発売：幻冬舎）No.33 - No.42連載。 |
| 05 | 藍鉄にポピー             | 浅井海奈    | 第1号  | 第6号  |                                                                                         |
| 06 | 獣たちの夜に             | 須川佳      | 第1号  | 第3号  | 第4号に番外編掲載。                                                                     |
| 07 | 峠鬼                     | 鶴淵けんじ  | 第1号  | 第6号  | →『ハルタ』へ移籍。                                                                     |
| 08 | オワリノセツナ           | 富岡二郎    | 第1号  | 第4号  |                                                                                         |
| 09 | ジョーのグッド・ニュース | 伊田チヨ子  | 第2号  | 第6号  | シリーズ連載。→『月刊Asuka』2020年3月号に読み切り掲載。                                 |
| 10 | ネクロのミーコ           | 上瀬達也    | 第2号  | 第5号  | 『ハルタ』付属小冊子『よんこまフェローズ』に掲載された同名読み切りの連載化。            |

### 主な読み切り (小冊子)

#### 前後編読み切り (小冊子)
1. さようなララバイ（吉田真百合） - 第5号、第6号。

#### その他 (小冊子)
1. 篠崎くんのメンテ事情（鰤尾みちる） - 第5号。『pixivシルフ』（KADOKAWA）からの出張読み切り。